# Хорнберг
Хорнберг (њем. Hornberg) град је у њемачкој савезној држави Баден-Виртемберг. Једно је од 51 општинског средишта округа Ортенау. Посједује регионалну шифру (AGS) 8317051.

## Географски и демографски подаци
Град се налази на надморској висини од 344-970 метара. Површина општине износи 54,4 km². У самом граду је, према процјени из 2010. године, живјело 4.354 становника. Просјечна густина становништва износи 80 становника/km².